# ザビーネ・ベルクマン＝ポール
ザビーネ・ベルクマン＝ポール（Sabine Bergmann-Pohl, 1946年4月10日‐）は、ドイツの政治家。1990年にドイツ民主共和国（東ドイツ）最後の人民議会議長を務め、事実上の国家元首と扱われた。東西ドイツ再統一後はヘルムート・コール内閣で無任所大臣や政務次官を歴任した。

## 経歴
アイゼナハ生まれ。宗派はプロテスタント。1964年にアビトゥーアに合格するが進学を許可されず、ベルリン大学で2年間法医学の実習に従事した。1966年に同大学で入学を許可され、1972年に卒業。1979年から肺の専門医となる。1980年、医学博士号取得。1980年から1985年までベルリン・フリードリヒスハイン区の肺病・結核医務課長。1981年、衛星政党であるキリスト教民主同盟（CDU, 西ドイツの同名政党とは別組織）に入党。1985年から1990年まで東ベルリン市の肺病・結核医務課長。夫との間に二児をもうける。
東欧革命後の1990年3月18日、東ドイツで行われた人民議会の初の自由選挙にCDUから立候補し当選。4月5日、人民議会の議長に選出される。同日改正が可決されたドイツ民主共和国憲法第75a条に則り、国家元首の地位は国家評議会議長のマンフレート・ゲルラッハから事実上、人民議会議長のベルクマン＝ポールに移行した。東西ドイツが統一される前日の同年10月2日まで東ドイツの国家元首を務めたが、国家元首は象徴的地位で、統一に関する実務は閣僚評議会議長（首相）ロタール・デメジエールの内閣により行われた。
10月3日の東西ドイツ統一に伴い、旧西ドイツの第三次コール内閣に特命無任所大臣として入閣。同時にドイツ連邦議会議員となり、ドイツキリスト教民主同盟に入党。翌年の連邦議会選挙で大臣から保険省政務次官に転じ、コール内閣が退陣する1998年まで務めた。2002年の総選挙を最後に連邦議会議員も辞して政界を引退。2003年より2012年までベルリン赤十字社総裁を務めた。